# Charles Bordes
Pour les articles homonymes, voir Bordes.
Pour l’article ayant un titre homophone, voir Charles Borde.
Charles Bordes, né le 12 mai 1863 à Vouvray (Indre-et-Loire) et mort le 8 novembre 1909 à Toulon, est un professeur et compositeur français.

## Biographie
Élève de Antoine François Marmontel pour le piano et de César Franck pour la composition, il a été organiste et maître de chapelle à Nogent-sur-Marne de 1887 à 1890. En 1890, il est maître de chapelle à l'église Saint-Gervais (Paris) où il crée la chorale des Chanteurs de Saint-Gervais et organise Les semaines saintes de Saint-Gervais à partir de 1892, pendant lesquelles la messe est accompagnée de musiques italiennes ou françaises de la Renaissance.
En 1889-1890, il publie Archives de la tradition basque, une collecte de chants populaires, commandée par le ministère de l'instruction publique. Ses publications musicales basques sont dix cantiques populaires basques en dialecte souletin.
Le 15 octobre 1896 est inaugurée la Schola Cantorum, une société de musique sacrée et école d'enseignement supérieur de musique, qu'il fonde avec Louis-Lazare Perruchot, Vincent d'Indy et Alexandre Guilmant. On y redécouvrira le plain-chant, Palestrina, Josquin des Prés, Victoria. Il fonde ensuite les Schola Cantorum d'Avignon en 1899 et de Montpellier en 1905. Il est atteint d'hémiplégie à partir de 1903.
Charles Bordes est l'oncle du peintre Léonard Bordes (1898-1969), et le beau-frère de la pianiste lorientaise Marie-Léontine Bordes-Pène (1858-1924).

## Hommages
- Plaque commémorative dans l'église Saint-Gervais-Saint-Protais de Paris

## Œuvres

### Mélodies
- Pleine mer* (Hugo, Les Orientales), 1880, publ. 1921
- Avril*. Poème d'Aimé Mauduit, 1883
- Chanson*. Poème de Maurice Bouchor, 1883, publ. 1921
- Soirée d'hiver*. Poème de François Coppée 1883, publ. 1921
- Amour évanoui*. Poème de Maurice Bouchor 1883, publ. 1921
- Le temps des lilas. Poème de Maurice Bouchor, 1883, publ. 1921?
- Recueillement (Charles Baudelaire, Les Fleurs du Mal)  op. 6, 1884
- Trois Madrigaux amers*, Op. 5 (1 Profonds cheveux, 2 Le rire, 3 Sur la mer). Poèmes de Léon Valade, 1885
- Oh, triste était mon âme*, Paul Verlaine, 1885, publ. 1902
- Spleen  (Verlaine), 1887, publ. 1902
- L'hiver, Op. 18, Maurice Bouchor, 1886 publ. 1914
- Green (Verlaine) 1886 (perdu ?)
- Épithalame  (Verlaine), 1888, publ. 1902
- La Bonne Chanson  (Verlaine), 1889, publ. 1907
- Pensées orientales, sur un poème de J. Lahor, 1889
- Paysage vert  (Verlaine) 1893, publ. 1914
- Sur un vieil air  (Verlaine), 1895, publ. 1902
- La Ronde des prisonniers (Verlaine), 1900, publ. 1914
- Quatre Poèmes (Francis Jammes) (1. La poussière des tamis chante au soleil ; 2. La paix est dans le bois silencieux ; 3. Oh! ce parfum d'enfant dans la prairie ; 4. Du courage? mon âme éclate de douleur) 1901 publ. 1914
- Trois mélodies op. 8. Poésies de Jean Lahor (Chanson triste ; Sérénade mélancolique ; Fantaisie persane), 1889 lire en ligne sur Gallica ;
- Le Son du Cor s'afflige vers les bois. Poésie de Paul Verlaine 1902 lire en ligne sur Gallica ;
- Paysage majeur, mélodie pour mezzo-soprano, poésie de Louis Payen, Paris, 1910 lire en ligne sur Gallica ;
- Paysages tristes, 1912 pour chant et piano : 'Soleils couchants' (Paris 1884) ; 'Chanson d'automne' (Paris 1886) ; 'L'heure du berger' (Paris 1886) ; 'Promenade sentimentale' (Paris 1886) lire en ligne sur Gallica ;
- Dansons la gigue. Mélodie avec accompagnement d'orchestre. Poésie de Paul Verlaine (Aquarelles). Réduction pour piano et chant par l'auteur. Op. 15 1912 lire en ligne sur Gallica ;
- Promenade matinale, mélodie avec accompagnement d'orchestre,  poésie de Paul Verlaine, Paris, 1920 lire en ligne sur Gallica ;
- Colloque sentimental. Poésie de Paul Verlaine. Chant et piano 1924 (Il existe un arrangement pour chant et orchestre) lire en ligne sur Gallica ;
- Trois Mélodies pour voix de ténor avec accompagnement de piano ('Soleils couchants', Verlaine ; 'Soirée d'hiver', François Coppée ; Amour évanoui, Maurice Bouchor) lire en ligne sur Gallica.
- Petites fées, honnêtes gnomes, J. Moréas, 1901, publ. 1914
- Mes cheveux dorment sur mon front, poème de Camille Mauclair, 1901 publ. 1914

.* Publiés ou republiés dans Quatorze mélodies. Chant et piano. Edition revue par Pierre de Bréville, 1921

### Chœurs
- L'Hiver (M. Bouchor), duetto, 1886
- Madrigal à la musique, Maurice Bouchor d'après Shakespeare, 1914 [4 voix et piano]
- Ô mes morts tristement nombreux  (Verlaine), 1903, publ. 1914

### Pièces pour orchestre
- Pastorale pour orchestre. Partition d'orchestre 1870-1899 lire en ligne sur Gallica
- Ouverture pour le drame basque Errege Juan, 1888
- Trois danses béarnaises, op.11, 1888
- Rapsodie basque pour piano et orchestre op. 9, 1889 (nouvelle édition corrigée). Partition d'orchestre (Nouvelle édition corrigée) 1921 lire en ligne sur Gallica
- Euskal Herria, Musique de fête pour accompagner une partie de paume au Pays basque, pour divers instruments, 1891 (Aussi : version pour piano à quatre mains par Bordes, 1902).
- Divertissement, pour trompette et orchestre, 1902. Réduction au piano, par Théo Charlier. Trompette en si bémol et piano, 1929 lire en ligne sur Gallica

### Pièces pour Piano
- Quatre Fantaisies rythmiques pour piano op. 16, 1891, 1902 lire en ligne sur Gallica
- Caprice à 5 temps pour piano 1891, 1902 lire en ligne sur Gallica
- Divertissement sur un thème béarnais, pour piano à quatre mains 1904 lire en ligne sur Gallica

### Musique de chambre
- Suite basque Première version avec 2 altos" op. 6. Pour flûte, violon, 2 altos et violoncelle, 1886 : manuscrit, lire en ligne sur Gallica
- Suite basque : pour flûte, 2 violons, alto et violoncelle, op. 6, 1901 : lire en ligne sur Gallica. Voir sur Youtube.

### Folklore
- Cent chansons populaires basques recueillies et notées au cours de sa mission par Charles Bordes, textes basques révisés et traduits en français par le Dr J.-F. Larrieu. [Specimen de 5 chansons] 189. lire en ligne sur Gallica
- Uskal noelen lilia hounturik Jesusen inkarnazioniaren ouhouretan : eta orai harzara Uskaldun batek ahaire zaharrekin arra moulda erazirik 1897 = Fleur des Noëls composée en basque en l'honneur de l'incarnation de Jésus, précédés d'un Angelus populaire
- Kantika espiritualak, dix cantiques populaires basques (mélodies harmonisées, texte basque), 1897
- Onze chansons du Languedoc recueillies par C. Bordes, textes languedociens et traduction française revus par M. Alphonse Roque-Ferrier, 1906 lire en ligne sur Gallica
- La Cansoun dis Avi = La chanson des aïeux (F. Mistral) : Èr poupulàri, nouta pèr Ch. Bordes 1906
- Douze chansons amoureuses du Pays basque français recueillies et harmonisées par C. Bordes, traduction française rythmée de M. Gravollet ; textes basques révisés et traduits littéralement par M. de Docteur Larrieu 1910 lire en ligne sur Gallica
- 12 chansons amoureuses du Pays basque français  (Bordes, éditeur), 1910

### Autres œuvres
- Les Trois vagues, drame musical en 3 actes (livret de C. Bordes), 1906, lire en ligne sur Gallica